# Kat Walsh
Kat Walsh (sinh ngày 16 tháng 10 năm 1982) là chủ tịch nhiệm kỳ thứ năm của Quỹ Hỗ trợ Wikimedia. Cô sống ở Khu vực vịnh San Francisco, California.

## Quỹ Hỗ trợ Wikimedia
Ngày 12 tháng 7 năm 2012, Cô được bổ nhiệm vào hội đồng quản trị của Quỹ Wikimedia và được bầu làm chủ tịch.

## Creative Commons
Walsh là luật sư và hiện tư vấn pháp lý cho Creative Commons kể từ tháng 6 năm 2012.